# Лори Уливър
Лори Уливър (на английски: Laurie Woolever) е американска журналистка, редакторка и писателка на произведения в жанра биография, кулинария и пътепис.

## Биография и творчество
Лори Уливър е родена през 1974 г. в Читънанго, щат Ню Йорк, САЩ. През 1996 г. получава бакалавърска степен от Колежа по земеделие и природни науки в университета „Корнел“. След дипломирането си се премества в Ню Йорк, където работи на временни места, включително като градинар в Бруклинската ботаническа градина, като едновременно взема уроци по творческо писане в Нюйоркския университет. В Ню Йорк завършва шестмесечната програма за професионално обучение във Френския кулинарен институт в Манхатън при главния готвач Паскал Берик. После в продължение на над три години работи при ресторантьора и кулинар Марио Батали, като работи и по редакцията на негова готварска книга. От 1998 г. пише и за „Ню Йорк Таймс“, „Вог“, „Джи Кю“, Food & Wine, Lucky Peach, Saveur, „Блумбърг“, Dissent, Roads & Kingdoms и други. Вдъхновена от Марио Батали, започва самостоятелно да прави кетъринг и частно готвене, но не успява. Става редактор в списание Art Culinaire и в периода 2006-2009 г. за списание Wine Spectator. Работата ѝ с Батали води и до първия ѝ проект през 2002 г. с известния американски ресторантьор, писател, телевизионен водещ и продуцент Антъни Бурдейн, като редактор на неговата „Готварска книга Les Halles на Антъни Бурдейн“. През 2009 г. става негова асистентка по организацията на дейността му до смъртта му.
През 2016 г. е издадена книгата ѝ в съавторство с Бурдейн – „Апетити: Готварска книга“. През 2021 г. е издадена втората им съвместна книга „Кулинарни пътешествия : световен пътеводител без цензура“, която става бестселър № 1 на „Ню Йорк Таймс“.
Същата година е издадена и книгата ѝ „Антъни Бурдейн. Разказаната биография“. Въз основа на интервюта с 91 души, които са били близки или са го познавали – брат му, майка му, двете му бивши съпруги, дъщеря му Ариан, с негови близки приятели, партньори, колеги и издатели, както и на база на собствения си опит като негова асистентка и сътрудничка, авторката пресъздава образа на известния авантюрист, пътешественик и кулинар, като истински пълнокръвен човек – космополитен и интровертен, забавен и саркастичен, изключително харизматичен и едновременно с това социално непохватен и самотен, човек, който преследва славата, докато бяга от нея. През 2021 г. е направен и документалният филм за него, „Беглецът: Филм за Антъни Бурдейн“, на който тя е продуцент консултант.
След изданията на книгите през 2021 г. тя продължава да пише за пътувания, храна, за Антъни Бурдейн и за своя опит в света на храната. Заедно с журналиста Крис Торнтън е съдомакин на подкаста Carbface for Radio, фокусиран върху храната.
Лори Уливър живее със семейството си в Куинс, Ню Йорк.

## Произведения
- Appetites: A Cookbook (2016) – с Антъни Бурдейн[1]
- World Travel: An Irreverent Guide (2021) – с Антъни Бурдейн
Кулинарни пътешествия : световен пътеводител без цензура, изд.: ИК „Кръгозор“, София (2021), прев. Илия Илиев</ref>
- Bourdain: The Definitive Oral Biography (2021)
Антъни Бурдейн. Разказаната биография, изд.: ИК „Кръгозор“, София (2022), прев. Паулина Минчева

### Екранизации
- 2021 Беглецът: Филм за Антъни Бурдейн, Roadrunner: A Film About Anthony Bourdain – продуцент консултант